# Karl Erich Marung
Karl Erich Marung, auch Carl Erich Marung (* 19. November 1876 in Schönberg (Mecklenburg); † 28. April 1961 in Bad Wilsnack) war ein deutscher Arzt und Ministerialbeamter.

## Leben
Karl Erich Marung stammte aus einer mecklenburgischen Arztfamilie; sowohl sein Großvater Carl Wilhelm Marung als auch sein Vater Max Marung waren Landphysici für das Fürstentum Ratzeburg in Schönberg. 
Er studierte ab 1896 Medizin an der Philipps-Universität Marburg und wurde im Corps Hasso-Nassovia aktiv. Als Inaktiver wechselte er an die Universität Rostock. Hier wurde er im Mai 1900 zum Dr. med. promoviert. Er arbeitete zunächst als Assistent an der Rostocker Frauenklinik.
Ab 1926 war er Landesmedizinalrat im Ministerium für Medizinische Angelegenheiten in Schwerin und wurde 1928 zum Ministerialrat ernannt. Später war er Referent und schließlich Leiter der Abteilung Medizinalangelegenheiten des Mecklenburgischen Staatsministeriums. Von 1929 bis 1933 saß er im Reichsgesundheitsrat. 1933/34 leitete er als Direktor das Mecklenburgische Landesgesundheitsamt.  1941/42 war er Leiter der Untergruppe Mecklenburg des Reichsausschusses für Volksgesundheitsdienst e.V. beim Reichsministerium des Innern. Im Februar 1945 trat er aus gesundheitlichen Gründen als Landesmedizinalrat und Leiter der mecklenburgischen Medizinalverwaltung zurück. Nach Kriegsende wurde er im Juni 1945 reaktiviert und bis März 1946 für die Bearbeitung der Medizinalangelegenheiten des Landes Mecklenburg kommissarisch eingesetzt. 1948 war er bereits als Rentner in Schwerin nachgewiesen.

## Werke
- Organisation der Lehrgänge für Lehrer und Lehrerinnen in Mecklenburg-Schwerin. Berlin 1929 (Schriftenreihe des Reichsausschusses für hygienische Volksbelehrung; H. 1)